# Dalewuja
Dalewuja – staropolskie imię żeńskie, złożone z członów Dale- ("daleko", może też "oddalać") i -wuja ("wuj"). 